# Mosiewicze (rejon wołkowyski)
Mosiewicze (biał. Маісеевічы; ros. Моисеевичи) – wieś na Białorusi, w obwodzie grodzieńskim, w rejonie wołkowyskim, w sielsowiecie Krasne Sioło, przy drodze republikańskiej P51. W źródłach spotykana jest także nazwa Moisiejewicze.
W dwudziestoleciu międzywojennym leżały w Polsce, w województwie białostockim, w powiecie wołkowyskim, w gminie Piaski.
Co najmniej od XIX w. do czasów sowieckich w Mosiewiczach znajdowała się kaplica rzymskokatolicka parafii Trójcy Przenajświętszej w Strubnicy. Pod koniec lat 30. XX w. rozpoczęto budowę nowej kaplicy, lecz z powodu wojny i włączenia wsi w skład Związku Sowieckiego, nie została ona dokończona. Po upadku komunizmu nowa kaplica powstała w sięsiednim Jubilejnym.